# Подлесіна
Подлесіна (пол. Podlesina) — село в Польщі, у гміні Наріль Любачівського повіту Підкарпатського воєводства.
Населення — 122 особи (2011).
У 1975-1998 роках село належало до Перемишльського воєводства.

## Демографія
Демографічна структура станом на 31 березня 2011 року:
|          | Загалом | Допрацездатний вік | Працездатний вік | Постпрацездатний вік |
| -------- | ------- | ------------------ | ---------------- | -------------------- |
| Чоловіки | 69      | 14                 | 38               | 17                   |
| Жінки    | 53      | 6                  | 27               | 20                   |
| Разом    | 122     | 20                 | 65               | 37                   |